# Ann Pennington
Anna Pennington (23 de diciembre de 1893-4 de noviembre de 1971) fue una actriz, bailarina y cantante estadounidense que actuó en Broadway en las décadas de 1910 y 1920, sobre todo en Ziegfeld Follies y George White's Scandals.
Se hizo famosa por lo que, en aquella época, se denominaba "Shake and Quiver Dancer", y destacó por su variación del "Black Bottom". También destacó como bailarina de claqué. Ray Henderson escribió la versión actual de "Black Bottom" para Ann, que ya había bailado la versión popular del baile durante algún tiempo. Algunos años antes, también había encabezado el cartel de Broadway con su interpretación musicalmente similar del "Charleston".
Pennington también alcanzó la fama como estrella del cine mudo y sonoro.

## Primeros años
Pennington nació en Wilmington, Delaware, el 23 de diciembre de 1893 y, al parecer, se trasladó con su familia a Camden, Nueva Jersey alrededor de 1900. Su padre trabajaba para la compañía de música Victor, eran cuáqueros y tenía al menos una hermana, Nellie.
Aprendió a bailar en la escuela de danza Professor Wroe, y sus primeras actuaciones en Nueva York fueron como parte de "Wroe's Buds". También estudió con Caroline Littlefield, madre de la bailarina y coreógrafa Catherine Littlefield, en Filadelfia. Quería ser actriz clásica, pero su pequeña estatura y su talento como bailarina conspiraron contra esta ambición.

## Carrera
Comenzó su carrera en Broadway como miembro del coro de The Red Widow (1911), protagonizada por Raymond Hitchcock. Debutó en Ziegfeld Follies en 1913, donde se convirtió rápidamente en una de las principales atracciones de Ziegfeld.
Con hoyuelos en las rodillas y una larga melena pelirroja, Pennington, menuda, guapa, encantadora y a menudo escasamente vestida, medía apenas 4' 10" y calzaba sólo una talla 1½ de zapatos. Debido a su diminuta estatura, sus amigos y colegas la llamaban "Penny". Su apodo para sí misma era "Tiny".
Durante sus años en las Ziegfeld Follies actuó junto a artistas de la talla de Bert Williams, Eddie Cantor, Will Rogers, Fanny Brice (que se convirtió en su mejor amiga), Marilyn Miller y W.C. Fields. Más de una vez alternó entre George White's Scandals y las Follies, llegando a ganar un sueldo de 1.000 dólares a la semana mucho antes de la década de 1920, y siguió pluriempleada en la industria cinematográfica de Nueva York. También frecuentó Harlem en su apogeo jazzístico.

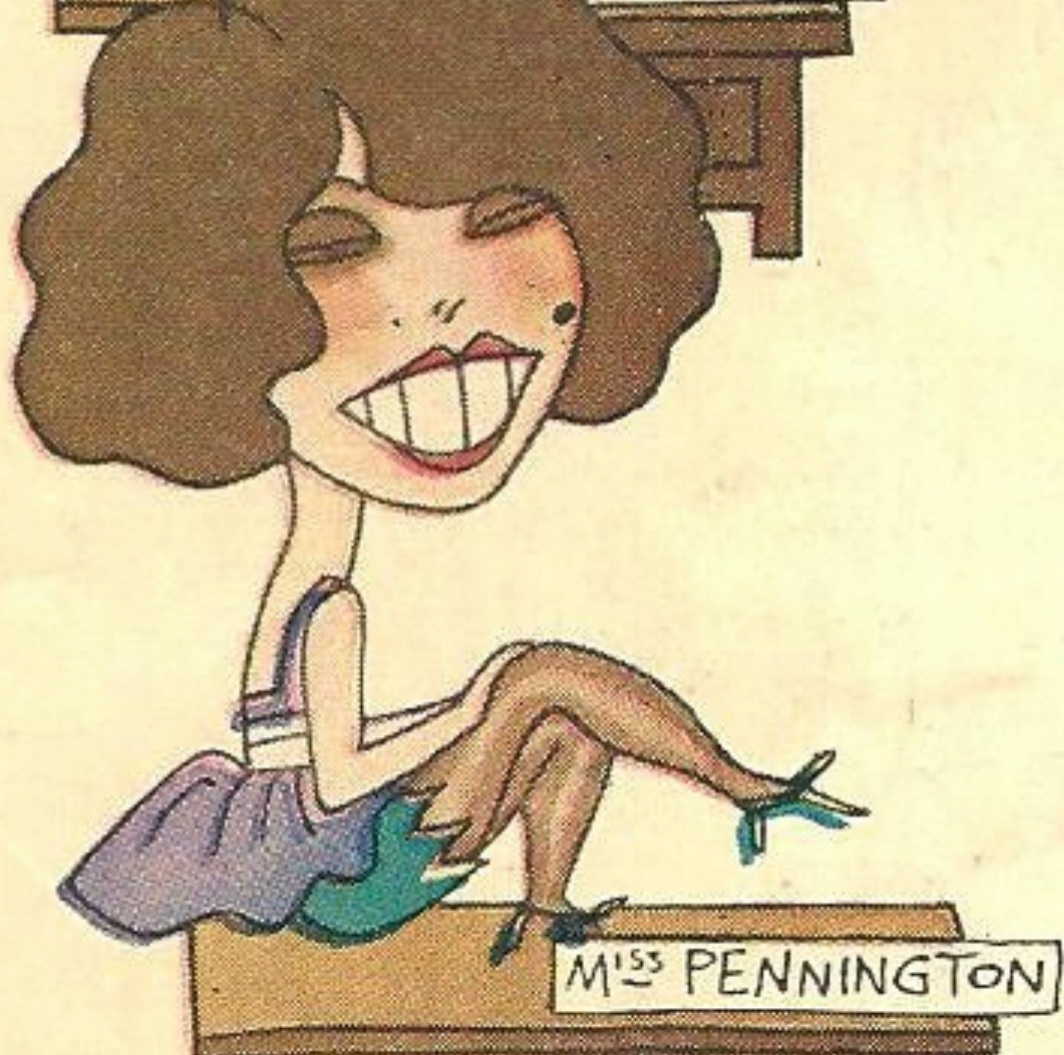
Caricatura por Ralph Barton, 1925

En la edición de 1926 de George White's Scandals, Pennington introdujo en Estados Unidos el baile Black Bottom, de influencia afroamericana, con su pareja, el excéntrico bailarín Tom Patricola. Popularizado por primera vez en Nueva York por el espectáculo afroamericano Dinaah, que se había representado en Harlem en 1924, después de que Pennington interpretara el Black Bottom en Broadway, el baile se convirtió en un fenómeno nacional, superando en popularidad al charlestón.
George Gershwin fue su pianista de ensayo y escribió varias canciones para ella. Cole Porter, Ray Henderson, Joe Burke, Oscar Levant y Edward Ward escribieron para sus espectáculos, y The New Yorkers (1931) fue su último gran espectáculo para Porter. Podía cantar y bailar, como demuestra su grabación de "Believe Me" (1930).
No se ha conservado ninguna película de sus bailes característicos, con la posible excepción del número "Snake-Hips" que aparece en Happy Days (1929). Sus principales bailes en "Gold Diggers on Broadway" (1929) se han perdido. Algunas de sus escenas de Tanned Legs aún se conservan, pero su papel en The Great Ziegfeld, aunque aparece en algunos inventarios, fue cortado antes del estreno. Apareció como estrella en la película de 1929 de Warner Brothers "Show of Shows", pero sus rutinas nunca se filmaron, quizás porque su canción principal y número de baile "Believe Me" fue requisada por una de las estrellas en ascenso de la Warner, Irene Bordoni. Sin embargo, Ann interpretó "Believe Me" en la película de 1930 "Hello Baby!", que todavía se imprime, y cantó y bailó "You're responsible" en "Tanned Legs" (película en la que aparece en forma de caricatura no acreditada en los carteles y partituras).
Hasta finales de los años veinte, su madre la acompañaba a las actuaciones. Destacaba por su personalidad ágil e ingeniosa, pero se decía que era tímida fuera del escenario y que se avergonzaba con facilidad, y en sus últimos años era reacia a hablar de sus primeros años.
Ann Pennington nunca se asentó en un mismo lugar durante mucho tiempo. Vivió principalmente en hoteles de Nueva York, aparte de algunos años en California como compañera constante de Fanny Brice, a quien había ayudado al menos una vez con préstamos y regalos de joyas. Ann destacó por su generosidad y muchos de sus préstamos nunca fueron devueltos; sin embargo, la mayor parte de sus enormes ganancias se esfumaron a lo largo de los años con las apuestas en el hipódromo, décadas de facturas de hotel y regalos a organizaciones benéficas e iglesias.
Una vez finalizados sus años en el teatro y la pantalla, Pennington trabajó en el vodevil. Se retiró de la actuación en la década de 1940. En 1946 actuó por última vez en un espectáculo benéfico para las fuerzas armadas. Tenía una ética de trabajo comprometida y trabajaba allí donde se le presentaba la oportunidad, aunque a medida que envejecía y cambiaban sus gustos, terminó sus días sobre el escenario en teatros de mala muerte con compañías de baile de baja categoría. Se conservan imágenes caseras de su baile "Caderas de serpiente" en la Feria Mundial de 1939, pero son más memorables por su entusiasmo que por su calidad de estrella en sus últimos años.

## Vida personal
Pennington mantuvo una relación sentimental con varios hombres a lo largo de su vida, y en algún momento estuvo supuestamente comprometida con el boxeador Jack Dempsey, el productor teatral y pareja de baile George White, el actor Buster West y el músico Brooke Johns. Ninguno de estos romances duró y Pennington nunca se casó. Nunca habló públicamente de ninguno de sus compromisos, ni para confirmarlos ni para desmentirlos.

## Muerte
Ann Pennington murió de un derrame cerebral en Nueva York el 4 de noviembre de 1971, a los 77 años. Después de años de actuar y vivir una vida emocionante y colorida, vivió sola durante muchos años en hoteles de Nueva York con vistas a la calle 42. Fue enterrada en el Kensico Cemetery, Condado de Westchester, Nueva York.[cita requerida] No se sabe de ningún familiar que asistiera a su funeral, que fue sufragado por el Actors Benevolent guild. Al referirse a su muerte, The New York Times (6 de noviembre de 1971) señaló

Le gustaban las bromas pesadas. Una vez, cuando un hombre que no le caía especialmente bien, telefoneó preguntando: "¿Es usted Miss Pennington?", ella respondió: "No soy yo". La puerta de su camerino tenía un cartel: "For Men Only".

Unos años antes de su muerte, le preguntaron cuál había sido la mayor recompensa de sus años de estrellato, y su respuesta fue "en vida, cariño".

## Crítica
Sobre el debut cinematográfico oficial de Ann Pennington en Susie Snowflake, The New York Times declaró el 26 de junio de 1916:

Muchos de los que fueron ayer al Broadway para la primera proyección de Susie Snowflake se inclinarán a apoyar esta nominación en particular. Miss Pennington se presenta obviamente como una diminuta estrella de la variedad de Marguerite Clark, un estilo enormemente en boga en este momento. Es pequeña y astuta en el escenario del Mr. Ziegfeld y pequeña y astuta en la pantalla. Tiene juventud, un estilo a lo Mary Pickford y, excepto en los primeros planos en los que su expresión es algo adenoidea, es guapa.

Por supuesto, baila. Como su juguetón bailecito es su único reclamo a la fama en este momento, no podía faltar en su primer escenario más que la "bomba y las tinas de lavar" en el teatro de Mr. Crummles. Susie Snowflake, una niña de los music halls adaptada a una vieja y estirada comunidad de Nueva Inglaterra, interrumpe una reunión de la iglesia bailando allí su danza de las Follies con su escueto traje de las Follies.

Fue interpretada por la actriz Michelle Nicastro en el episodio "Scandals of 1920" de The Young Indiana Jones Chronicles, que dramatiza su papel como protagonista de George White's Scandals of 1920.

## Créditos en teatro
|  |  |

La siguiente lista incluye los principales créditos escénicos de Ann Pennington:
| #  | Título                         | Tipo                     | Papel            | Estreno teatral                                | Notas                                                     |
| -- | ------------------------------ | ------------------------ | ---------------- | ---------------------------------------------- | --------------------------------------------------------- |
| 1  | The Red Widow                  | Musical                  | Miembro del coro | 22 de junio de 1911-24 de febrero de 1912      |                                                           |
| 2  | Ziegfeld Follies of 1913       | Revista musical          | Ella misma       | 16 de junio de 1913 - 6 de septiembre de 1913  |                                                           |
| 3  | Ziegfeld Follies of 1914       | Revista musical          | Ella misma       | 1 de junio de 1914 - 5 de septiembre de 1914   | Aparece en la escena "Tango Palace".                      |
| 4  | Ziegfeld Follies of 1915       | Revista musical          | Ella misma       | 21 de junio de 1915 - 18 de septiembre de 1915 | Interpretó el "Flirtation Melody Dance" con George White. |
| 5  | Ziegfeld Follies of 1916       | Revista musical          | Ella misma       | 12 de junio de 1916 - 16 de septiembre de 1916 |                                                           |
| 6  | Miss 1917                      | Revista musical          | Ella misma       | 5 de noviembre de 1917 - 5 de enero de 1918    |                                                           |
| 7  | Ziegfeld Follies of 1918       | Revista musical          | Ella misma       | 18 de junio de 1918 - 11 de septiembre de 1918 |                                                           |
| 8  | George White's Scandals (1919) | Revista musical          | Ella misma       | 2 de junio de 1919 - septiembre de 1919        |                                                           |
| 9  | Midnight Frolic                | Revista musical          | Ella misma       | 24 de abril de 1918- 12 de mayo de 1918        | Intepretó "A Syncopated Frolic".                          |
| 10 | George White's Scandals (1920) | Revista musical          | Ella misma       | 7 de junio de 1920 - 2 de octubre de 1920      |                                                           |
| 11 | George White's Scandals (1921) | Revista musical          | Ella misma       | 11 de julio de 1921 - 1 de octubre de 1921     |                                                           |
| 12 | Jack and Jill                  | Comedia musical          | Gloria Wayne     | 22 de marzo de 1923 - 9 de junio de 1923       |                                                           |
| 13 | Ziegfeld Follies of 1924       | Revista musical          | Ella misma       | 24 de junio de 1924 - 7 de marzo de 1925       |                                                           |
| 14 | George White's Scandals (1926) | Revista musical          | Ella misma       | 14 de junio de 1926 - junio de 1927            | Interpretó "The Black Bottom".                            |
| 15 | George White's Scandals (1928) | Revista musical          | Ella misma       | 2 de julio de 1928 - enero de 1929             |                                                           |
| 16 | The New Yorkers                | Revista musical (Sátira) | Lola McGee       | 8 de diciembre de 1930 - 2 de mayo de 1931     |                                                           |
| 17 | Everybody's Welcome            | Comedia musical          | Louella Carroll  | 13 de octubre de 1931 - 13 de febrero de 1932  |                                                           |
| 18 | The Student Prince             | Opereta (revival)        | Gretchen         | 8 de junio de 1943 - 2 de octubre de 1943      |                                                           |

## Créditos cinematográficos
La siguiente lista contiene todas las apariciones conocidas de Ann Pennington en el cine. 
| #                 | Título                   | Año  | Papel                | Notas |
| ----------------- | ------------------------ | ---- | -------------------- | --- |
| Películas mudas   |                          |      |                      | |
| 1                 | [Película sin título]    | 1916 | Ella misma           | Cortometraje de Ann Pennington que se incorporó a su número teatral en The Ziegfeld Follies of 1916.                                                                            |
| 2                 | Susie Snowflake          | 1916 | Susie                | Debut cinematográfico oficial de Ann Pennington. Interpreta a una actriz de teatro itinerante obligada a vivir con su severa tía.                                               |
| 3                 | The Rainbow Princess     | 1916 | Hope                 | Ann Pennington interpreta a una artista de circo que se hace pasar por la nieta perdida de un juez rico. En esta película interpreta un baile Hula.                             |
| 4                 | The Antics of Ann        | 1917 | Ann Wharton          | Ann Pennington como una joven hoydense que intenta colarse en la sociedad. |
| 5                 | The Little Boy Scout     | 1917 | Justina Howland      | Ann Pennington como una joven que hereda una fortuna. Coprotagonizada por Owen Moore (que estaba casado con Mary Pickford por aquel entonces).                                  |
| 6                 | Sunshine Nan             | 1918 | Nance Molloy         | Ann Pennington como una reformista en libertad condicional que trabaja como taquígrafa en una zapatería. Coprotagonizada por Richard Barthelmess.                               |
| 7                 | Manhandled               | 1924 | Ella misma           | Protagonizada por Gloria Swanson con Ann Pennington en un cameo. |
| 8                 | The Golden Strain        | 1925 | Lucy Sulter          | Un wéstern con Pennington en un papel secundario. |
| 9                 | The Lucky Horseshoe      | 1925 | Bailarina            | Un wéstern de Tom Mix con Ann Pennington en un cameo. |
| 10                | A Kiss in the Dark       | 1925 | Bailarina            | Comedia protagonizada por Adolphe Menjou. Pennington hace un cameo. |
| 11                | The Mad Dancer           | 1925 | Mimi                 | Pennington interpreta a una bailarina y modelo latina. Se dice que apareció desnuda en esta película.                                                                           |
| 12                | Madame Behave            | 1925 | Gwen Townley         | Película protagonizada por el imitador femenino Julian Eltinge. Ann Pennington interpreta a su novia.                                                                           |
| 13                | Pretty Ladies            | 1925 | Ella misma           | Comedia sobre una comediante desaliñada (ZaSu Pitts) en las Ziegfeld Follies. Pennington tiene un cameo.                                                                        |
| Películas sonoras |                          |      |                      | |
| 14                | Tanned Legs              | 1929 | Tootie               | Ann Pennington interpreta la canción titulada "You're Responsible". |
| 15                | Night Parade             | 1929 | Ella misma           | Un melodrama de boxeo. |
| 16                | Is Everybody Happy?      | 1929 | Lena Schmitt         | Coprotagonizada por Ted Lewis. Ann Pennington interpreta "Samoa". |
| 17                | Gold Diggers of Broadway | 1929 | Ann Collins          | Rodada en Technicolor. Uno de los grandes éxitos de 1929. Pennington baila "Painting the Clouds With Sunshine" y "The Song of the Gold Diggers (Dig, You Little Diggers, Dig)". |
| 18                | Night Club               | 1929 | Ella misma           | Cortometraje de tres carretes en el que Ann Pennington aparece con Fanny Brice.                                                                                                 |
| 19                | Hello Baby!              | 1930 | Ella misma           | Cortometraje en Technicolor de dos carretes. Las canciones incluyen "Hello Baby", "Believe Me", "I Gotta Have You", "Dance of the Wooden Shoes" y "Huddlin'".                   |
| 20                | Happy Days               | 1930 | Ella misma           | Una extravagancia de estrellas filmada en 70 mm "Grandeur Process". Pennington interpreta "Snake Hips (Do the Wiggle Waggle Woo)".                                              |
| 21                | Texas Terrors            | 1940 | Bailarina            | Un wéstern protagonizado por Don "Red" Barry. Pennington interpreta "Listen to the Rhythm of the Range".                                                                        |
| 22                | Unholy Partners          | 1941 | operadora telefónica | Protagonizado por Edward G. Robinson. |
| 23                | China Girl               | 1942 | Sugar Fingers        | Protagonizado por Gene Tierney y George Montgomery. |